# Villa Sager

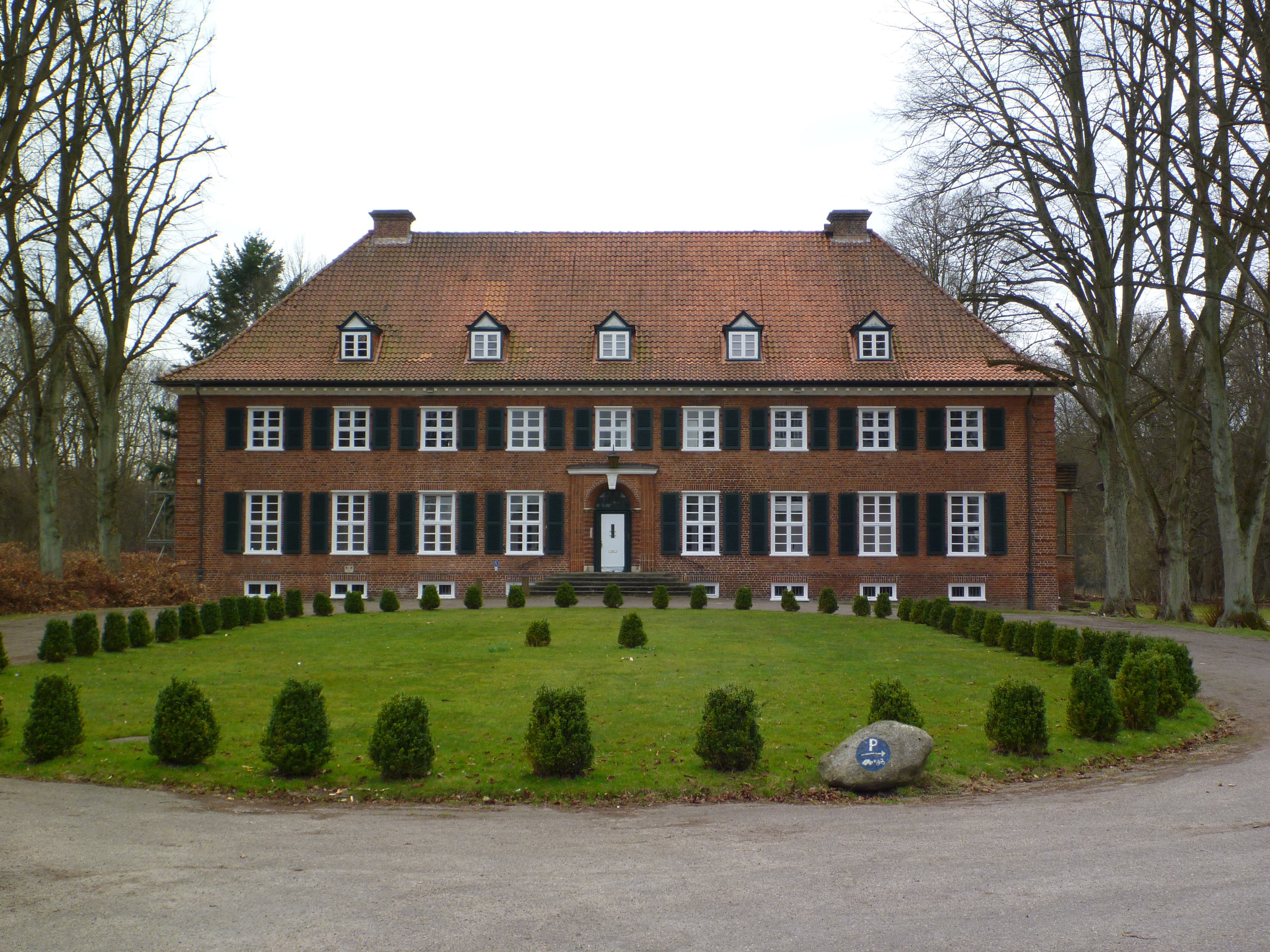
Straßenansicht der Villa Sager mit Rasenoval

Die Villa Sager wurde in den Jahren von 1927 bis 1928 vom Lederfabrikanten John Sager errichtet. Sie befindet sich in der Carlstraße 169 in der Stadt Neumünster in Schleswig-Holstein und dient heute als Wohn- und Gewerbegebäude.

## Lage und Umgebung
Die Villa befindet sich im Neumünsteraner Stadtteil Gartenstadt in der Nähe des Stadtwaldes. Das Grundstück selbst grenzt an das Sportgelände des Vereins MTSV Neumünster an.

## Architektur
Der Stil entspricht der Optik schleswig-holsteinischer Gutshäuser aus dem 18. und 19. Jahrhundert. Der zweigeschossige Backsteinbau verfügt über zwei separate Torhäuser an der Zufahrtsstraße sowie einen Vorhof mit Rasenoval.

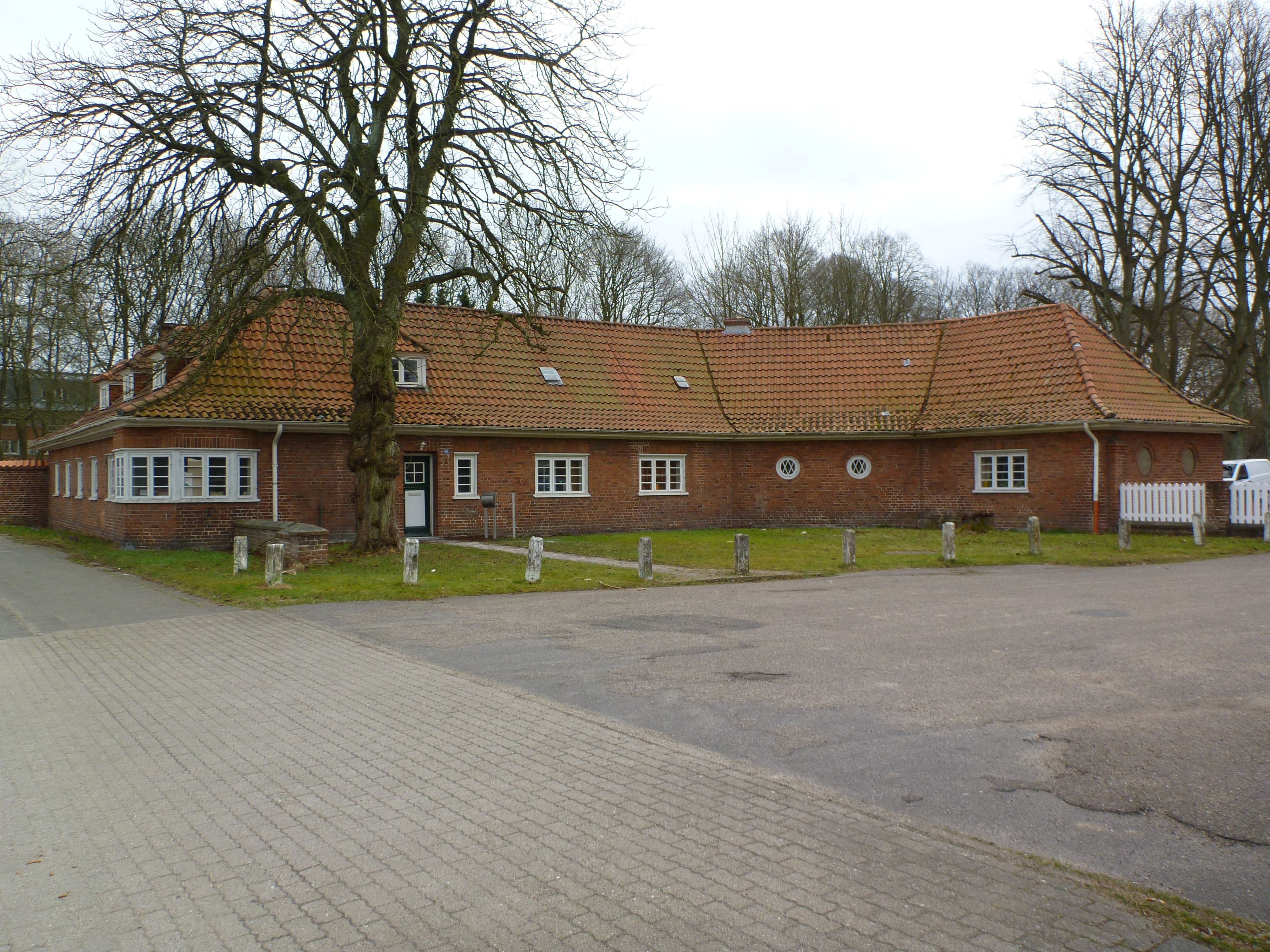
Südliches Torhaus

## Geschichte des Gebäudes
Das Gebäude wurde im Jahr 1927 vom Lederfabrikanten John Sager errichtet und im Jahr 1928 fertiggestellt. John Sager stammt aus einer der größten Lederdynastien Neumünsters. Ausführender Architekt war Ernst Prinz. Das Grundstück wurde samt Villa bereits 1933 verkauft und erst vom Wehrbezirkskommando betrieben, später wurde die Villa als Kinderheim genutzt. Nach Kriegsende wurde das Gebäude von der britischen Besatzungsmacht beschlagnahmt und dann bis 1991 als städtisches Kinder- und Jugendheim verwendet.
Von 1993 bis 2007 war die Villa der Sitz der Akademie für Natur und Umwelt des Landes Schleswig-Holstein. Anschließend erwarb Investor Ingo Sparl die Villa.
Im Jahr 2012 haben die beiden Investoren Carsten Nemitz und Norbert Nickel das Grundstück erworben. Seitdem dient die Villa als Wohn- und Gewerbegebäude sowie als Veranstaltungsort.
Im Jahr 2021 hat das Unternehmer-Ehepaar Hans-Christian und Janne Mergel die Villa Sager gekauft und führt die Nutzung als Wohn- und Gewerbegebäude fort.